# كلاوديو لوتيتو
كلاوديو لوتيتو (إيطالية:Claudio Lotito)، ولد بتاريخ 9 مايو 1957، وهو رجل رائد أعمال ايطالى، دخل مجال الرياضي لكرة القدم سنه 2006، ومالك لنادى لاتسيو حالياً.